# 森永健司
森永 健司（もりなが けんじ、1964年8月2日 - ）は、日本の元俳優。広島県出身。父は元プロ野球選手の森永勝也、妻は元・女子プロレスラーのエデン馬渕（本名は森永園子 旧姓：馬渕）。

## 人物
身長178cm、体重82kg、血液型B型。趣味は乗馬、ゴルフ、将棋、野球。
2011年4月23日に警視庁捜査3課から、同年4月8日午後8時15分頃、東京都世田谷区下馬の路上で、自転車で帰宅途中の同区内の63歳の女性公務員をオートバイで追い抜きざまに、現金約7万5000円などが入ったバッグをひったくった疑いで逮捕された。防犯カメラに写ったオートバイの画像などから、森永が浮上した。森永は容疑を認め、「役がないときは生活費をひったくりで補っていた。20件くらいやった」と供述しているという。警視庁捜査3課では、2010年11月以降、世田谷、目黒区などで、計・約45万円の被害があると見て調べている。なお、既に撮影済みだった『アスコーマーチ〜明日香工業高校物語〜』（テレビ朝日）第1話の出演シーンは急遽撮り直しが行われた。逮捕後、俳優業を引退した。

## 主な出演作

### テレビドラマ
- 日本一のカッ飛び男 第7話「一億円には手を出すな!」（1990年、フジテレビ）
- はぐれ刑事純情派（テレビ朝日）[1]
  - 第5シリーズ第8話「消された指紋・安浦家に来た家政婦」（1992年）[要出典]
  - 第10シリーズ第16話「結婚サギ!素顔を消した女」（1997年）[要出典]
- 土俵の鬼・若乃花物語（1992年、テレビ朝日）
- 炎立つ（1993年-1994年、NHK） - 安倍家任
- 八代将軍吉宗（1995年、NHK）[1] - 島津継豊[要出典]
- 取調室2 動機なき殺人?県警捜査本部が難攻不落の知能犯に挑んだ12日間（1995年7月18日、日本テレビ）- 佐賀県警 刑事 山際
- ひよこたちの天使（1996年、TBS）
- はみだし刑事情熱系（1996年、テレビ朝日）
- 永遠の1/2（2000年、TBS）
- 武蔵 MUSASHI（2003年、NHK） - 大山の門下
- 松本清張没後10年特別企画・疑惑（2003年、テレビ朝日）
- マルサ!!東京国税局査察部（2003年、フジテレビ）
- WATER BOYS2（2004年、フジテレビ）
- 白夜行（2006年、TBS）
- セーラー服と機関銃（2006年、TBS）
- 隠蔽捜査（2007年、テレビ朝日）
- 東京タワー 〜オカンとボクと、時々、オトン〜（2007年、フジテレビ）
- サラリーマン金太郎（2008年、テレビ朝日）[1] - 木津剛[要出典]
- 山峡の章（2010年） - 大友了介
- 土曜ワイド劇場「交渉人 遠野麻衣子」（2010年6月、テレビ朝日） - 白岩警部
- プロゴルファー花（2010年5月27日、読売テレビ） - 賭けゴルフの男（レッスンプロ）
- 宇宙犬作戦（2010年7月、テレビ東京） - アキタ警部
- 龍馬伝（2010年、NHK）[1] - 薩摩藩士[要出典]
- 任侠ヘルパースペシャル（2011年1月、フジテレビ） - 鷲津組組員
- 悪党〜重犯罪捜査班（2011年1月、朝日放送・テレビ朝日） - 氷室哲夫

### 映画
- ミスター・ベースボール（1992年）
- 女帝（1995年） - 君塚
- いちご同盟（1997年） - 担任教師
- BROTHER（2001年）
- 殺し屋イチ（2001年）
- Dolls（2002年） - 祭りの男
- 修羅の群れ（2002年） - 山賀組組員 岸川
- ノロイ（2005年）
- DEATH NOTE（2006年）
- 力道山（2006年）
- さくらの足あと（2007年） - 田辺勇気（大人）
- それでもボクはやってない（2007年）
- アンフェア the movie（2007年） - SAT隊員
- 伝染歌（2007年） - ジェイク方丈のボディーガード
- あいのこころ（2008年） - 沖田善次郎
- ザ・マジックアワー（2008年） - 俳優
- HEY JAPANESE! Do you believe PEACE,LOVE and UNDERSTANDING? 2008 2008年、イマドキジャパニーズよ。愛と平和と理解を信じるかい?（2008年） - 郷田（消防士）
- 沈まぬ太陽（2009年）[1][2] - カラチ支店の藤原[要出典]
- アウトレイジ（2010年）[1][2] - 山王会池元組大友組幹部 安倍[要出典]
- 白夜行（2011年）

### Vシネマ
- 広島やくざ戦争 シリーズ（2000年・2001年）
  - 実録・広島やくざ戦争（2000年） - 岡島組服田組組員 服田茂（服田武の実弟）
  - 広島やくざ戦争・完結編（2000年） - 共雄会服田組組員 服田茂（服田武の実弟）
  - 続・広島やくざ戦争 流血!第三次抗争勃発（2001年） - 梶本組組員 星島宏樹
- 首領の女3（2002年） - 上杉連合（桐野組勝浦と兄弟分）
- 大脱獄（2002年） - タチバナ組組員 カノウ
- 修羅のみち3 広島・四国全面戦争（2003年）- 江藤邦夫
- 実録・竹中正久の生涯 荒らぶる獅子（2003年 - 2004年） - 竹中組 竹中正
- 鉄(くろがね) 極道・高山登久太郎の軌跡（2004年）
- (暴)マルボー 組織犯罪対策部捜査四課（2005年 - 2006年）全5作 - 新宿中央署 四課 刑事 杉田
- 甲州プリズン（2005年） - 元・勘咲組組員
- 武闘派極道史 竹中組 組長邸襲撃事件（2005年） - 竹中組 竹中正
- 実録・武闘派極道史 八西会跡目抗争（2006年） - ツカモト組幹部 横山
- 実録・東声会 初代・町井久之 暗黒の首領（2006年） - 町井一家組員 加藤晃（→東声会幹部）
- 首領がゆく（2006年） - 二代目真侠組真虎会若頭
- ビジネスマン必勝講座 ヤクザに学ぶ交渉術（2007年）第二話「正義は我にあり!」 - 金融会社 J社長
- ビジネスマン必勝講座 ヤクザに学ぶ経済戦術（2007年）実例1「A会B組系列K組東京事務所責任者T組長の交渉戦術」 - A会M組 幹部A
- 組長×射殺 〜首領を撃て〜（2007年）
- 平成清水一家（2007年） - 金原
- 大阪やくざ戦争 誤爆の代償（2007年） - 山根組組長 山根エイスケ
- 実録・国粋 竜侠（2007年） - 篠崎組組員 池上幸二
- 殺戮の応酬（2007年）
- 新・首領への道3・4・5（2008年・2009年） - 三代目侠山会若頭補佐 モリカワカツオ
- 極道の紋章4（2008年） - 飛田組若頭補佐 山中秀樹
- 修羅の妻たち 鉄砲玉の女（2008年） - 赤城組若頭
- 岸和田少年愚連隊 ゴーイングマイウェイ（2008年） - シゲ
- 闇の交渉術 歌舞伎町ネゴシエーター（2008年）
- ヤクザ大辞典（2009年） - 吉虎組若頭サオトメの兄貴分
- 鳳（2009年 - 2010年9月）全4作 - 天地会秋月組鈴木組組長 鈴木福太郎
- 殺しの挽歌（2010年3月）  - 阪涛会喜生会副会長 高井寛一郎
- 裏盃の軍団 第三部（2010年12月） - 三代目山辰組服部組幹部 佐々木組組長 佐々木大吾
- 不動（2011年1月） - 関西光和会桜木組市田組組長 市田利夫
- 不動2（2011年2月） - 関西光和会桜木組市田組組長 市田利夫
- 修羅の覇道（2011年8月） - 五代目眞皇会会長補佐 津垣総業二代目会長 日野征司
- 外道坊（2011年8月）‐ 黒田組若頭 タカギ

## その他
- 第63回全国高等学校野球選手権大会に出場経験がある[2]。